# Gingen an der Fils
Gingen an der Fils est une commune de Bade-Wurtemberg (Allemagne), située dans l'arrondissement de Göppingen, dans la région de Stuttgart, dans le district de Stuttgart.